# 片働き
片働き（かたばたらき）とは、妻（または夫）が全く現金収入を得ず、夫（または妻）だけで家計を支えている家庭。終身雇用制度の崩壊や不況の影響で男性の雇用が不安定化、低賃金化したため、片働き家庭は経済的にリスクが大きい。